# Вінцентій Мадельгарій

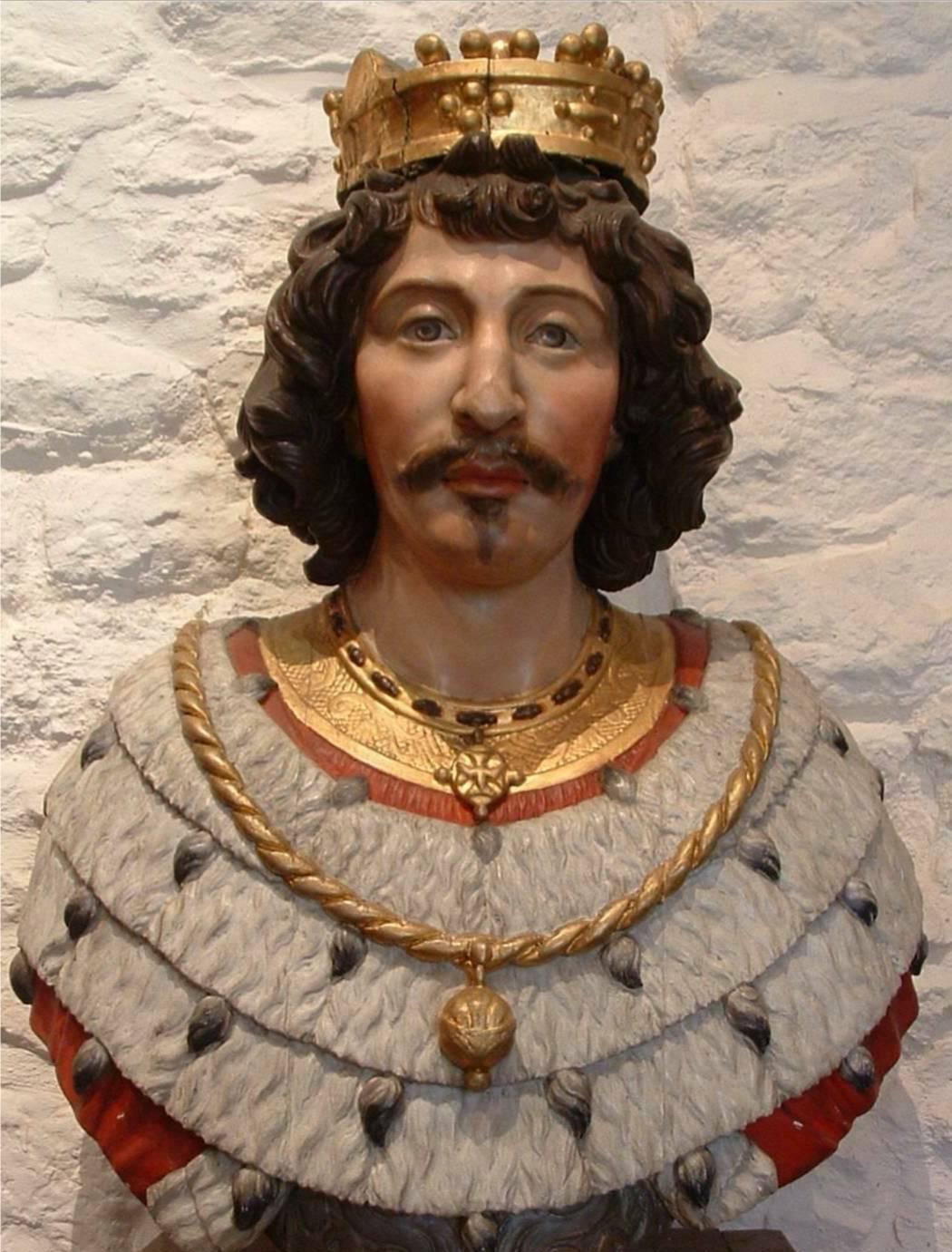
Святий Вінцентій як граф Ено (поліхромна статуя XVIII ст., Головний музей, Суаньї.

Вінцентій (невідомо – Суаньї, 14 липня 677)  був засновником і абатом абатств Отмон і Суаньї.
Його справжнє ім'я було Мадельгарій (або Мальдегарій). Згідно з традицією, він народився в 607 році в Стрепі (біля Бінша ), від королівської крові Меровінгів. Те, що він був не з Ірландії, як згадують деякі ірландські автори, довів Жан Мабільон, бенедиктинський монах Конгрегації Сен-Мор. Не виключено, що він відвідав Ірландію, посланий з місією королем Дагобером I, який дуже його шанував. Однак неможливо довести, що Дагобер призначив його правителем Ірландії, як стверджується в його анонімній біографії 11 століття. Там також сказано, що він привіз із собою на материк кількох ірландських місіонерів зі своєї місії.
Мадельгарій став графом Ено і близько 635 року одружився з Вальтрудіс із Бергена. У подружжя народилося четверо дітей, яким вони дали зразкове християнське виховання. Коли ці діти досягли повноліття, Мадельгарій і Вальтрудіс вирішили відійти від світу, щоб стати ченцями. Вальдітрудіс стала засновницею міста Монс. У 642 році Мадельгарій заснував абатство Отмот (поблизу Мобежа ) на річці Самбр і наступного року став там ченцем під ім'ям Вінцентій.
Його благочестиве життя та репутація духовного лідера надихнули багатьох його друзів наслідувати його приклад. Монастир був настільки популярним, що наприкінці свого життя він вирішив шукати тиші та спокою (± 670) у своєму маєтку в Суаньї. Він заснував там абатство, де також помер і був похований 14 липня 677 року. Згодом навколо абатства виросте місто Саньї. Був канонізований під ім'ям Святого Вінцента.
Його дружина Вальтрудіс і четверо їхніх дітей також були канонізовані.

## Див.також
Шанування святих